# Bornyi Gyula
Bornyi Gyula (Debrecen, 1929. október 14. – Budapest, 1995. március 9.) magyar operatőr.

## Életpályája
1950-1951 között dekorációs festőként dolgozott. 1951-1955 között a Színház- és Filmművészeti Főiskola hallgatója volt, ahol Illés György tanította. 1958-1991 között a Magyar Televízió operatőre volt.

## Filmjei
| - Homokba rajzolt madár (1967), író: Pintér Tamás - Dolgok eredete - Művészet és mágia (1968) - A Hanákné ügy (1969) - Holnap reggel (1970) - Három arckép-sorozat (Szirtes Ádám, Horváth Teri, Berek Kati) (1970) - Komisznak lenni életveszélyes (1970) - Mindannyiotok lelkiismerete megnyugodhat… (1970) - A visszhang titka (1972) - Holló a hollónak (1972) - Jó estét nyár, jó estét szerelem I–II. (1972) - Sólyom a sasfészekben (1973) - Az 1001. kilométer (1973) - A fekete Mercedes utasai (1973) - Cserepes Margit házassága (1973) - A professzor a frontra megy (1973) - Ősbemutató (1974) - Zenés TV Színház (1974) - Áruló (1974) - A párkák (1975) - Trisztán (1975) - Őszi versenyek (1976) - Kántor (1976) - Scapin furfangjai (1976) - Tizenegy több, mint három (1976) - Volt egyszer egy színház (1977) - A glembay család (1977) - Fekete rózsa (1980) - A siketfajd fészke (1980) - Az a szép fényes nap (1981) - Luxus-eljárás (1981) - Néma levente (1983) - Bolondok bálja (1983) - Gyalogbéka I–X. (1985) - Vonzások és választások (1985) - Jézus az ember fia (1986) - Míg új a szerelem (1986) - Halottak gyertyafényben (1987) - Az öreg tekintetes (1987) - Malom a Séden (1988) | - Vitézek és hősök (1959) - Ordasok között 1–2. (1962) - Látomás a valóságról – Szentendre (1966) - Rómeó és Júlia (1969) - Régi idők mozija (1971) - Alvilági játékok (1973) - Vajda Lajos portré (1976) - A csillagszemű 1–2. (1977) - Magyar Médeia (1977) - Az áldozat (1980) - Csak semmi pánik (1982) - Mérgezett idill (1983) - A stiglic (1984) - Csinszka (1987) - Levelek a zárdából (1988) |